# 서동만
서동만(徐東晩, 본관은 이천 서씨 1956년 5월 31일 ~ 2009년 6월 4일)는 대한민국의 정치학자, 외교학자, 대학 교수이다. 북한학 전문가이자 일본문헌학에 정통하였으며, 언론인이기도 했다. 경남대학교 극동문제 연구소 객원연구위원, 외교안보연구원 정치학 부교수와 상지대학교 인문대학 교양과 부교수, 교수를 역임했다. 2001년에는 노무현에 의해 특별히 발탁되어 국가정보원 기획조정실장을 역임하였다.
1978년 긴급조치 9호로 투옥되었으나 지도교수 김학준의 배려와 동료 학생들의 기지, 아버지 서문수의 로비, 당시 판사였던 고영구의 배려 등으로 중형을 모면하고 1980년에 석방, 서울대학교에 복귀하였다. 그러나 서울대 대학원 진학에서 낙방하고 일본으로 유학, 도쿄 대학에서 와다 하루키의 지도하에 박사학위를 취득하고 귀국하였다. 1995년 귀국, 경남대학교 극동문제 연구소 객원연구위원, 외교안보연구원 정치학 부교수와 교수를 역임했다.
2001년 상지대학교 인문대학 교양학과 조교수와 부교수를 거쳐 2002년 12월부터는 대통령직 인수위원회 외교,통일,안보분과 위원을 역임했다. 2003년 3월 국가정보원장 특별보좌역을 거쳐 4월 국가정보원 기획조정실장이 되었다. 국정원 기조실장으로 재직할 때 '북한 개혁 개방론자', '친북좌파' 등의 이념 성향 시비에 시달리기도 했지만 국정원의 인사·조직·예산 등을 총괄하며 국정권 개혁 정책을 추진하였다. 그러나 고영구 국가정보원장과의 갈등으로 스스로 물러나 다시 교단에 복귀하였다. 박헌영의 저서인 이정 박헌영 전집 간행위원회의 간행위원, 프레시안지 편집위원으로도 활동했다.

## 생애

### 초기 활동

#### 출생과 가계 배경
서동만은 정치인과 기업인으로 활동하던 아버지 서문수(徐文洙)와 중학교 국어교사로 활동하던 어머니 사이에서 태어났다. 경상북도 대구 출신의 아버지는 한때 이기붕의 비서관을 지냈다 한다.
아버지 서문수는 일제강점기 때 일본 유학을 다녀온 인텔리였다. 그러나 일본 유학을 했다가 학업도 못 마치고 학병으로 끌려가 도중에 하차해야 했다. 해방 후에는 한국 국군에 입대 소령으로 예편하고, 한때 자유당에 입당하여 당원으로 활동했다. 아버지 서문수는 자유당 간판으로 경북 경산에서 국회의원선거에 출마한 적이 있다. 이기붕씨가 집권 자유당 2인자로 ‘서대문 경무대’ 소리를 들으며 한창 위세를 떨칠 때 아버지 서문수는 이기붕의 비서를 지냈다. 그러나 4·19가 나면서 이씨 일가는 멸족(滅族)이 됐다.
| “ | 어머니는 그걸 보고 어릴 때부터 절대 정치하지 말라고 훈계하셨죠. 귀가 따갑게 듣고 자랐어요. 아버지 입장에서도 기가 막히죠. 4·19 학생 데모 때문에 몰락했는데 아들놈이 데모를 해서 사장 자리에서 잘리게 됐으니까요. 저는 자주 친구들을 집으로 데려와 세미나를 했어요. 그러다 아버지한테 걸리면 일장 설교를 듣곤 했죠. 아버지는 전형적인 TK여서 말할 수 없이 보수적이셨어요. 아버지와 영 안 맞는 게 있었어요. | ” |

4.19 혁명으로 정계에서 은퇴한 아버지 서문수는 기업인으로 활동했으며 아버지 서문수는 후에 코오롱그룹 계열사 사장을 지냈다. 어려서 보수적이었던 아버지와 수시로 마찰하곤 했다. 특히 그의 어머니는 그에게 정치활동을 하지 말라고 했지만 그는 대학교 때 학생운동에 가담하면서 정치에 참여하게 된다.
어머니는 강금실 전 법무부 장관이 다니던 숙명여중 국어교사였다. 1980년대 초에 서 교수는 강 변호사의 전 남편 김태경씨와 친하게 지내며 번역 일을 했다. '김태경씨가 강 변호사와 연애할 때 함께 자주 만났지요. 한가족이나 다름없었습니다. 특히 강 변호사는 어머니와 스승과 제자의 인연이 있어 저희 집에 자주 놀러왔다' 한다. 또한 강금실의 서울대 동기이기도 했고 그와는 술친구로 지내기도 했다. 1972년 경기고등학교로 진학했다.

#### 학창 시절
경기고등학교를 거쳐 1975년 서울대학교에 입학하여 서울대학교 정치학과를 졸업했다. 대학생 시절 긴급조치 9호 위반으로 옥살이를 하다가 풀려났다. 서울대 정치학과 재학 중 교내에서 긴급조치 철폐를 요구하는 시위를 벌이고 유인물을 뿌리다 붙잡혀 구속됐다. 영등포지원 1심에서 징역 7년 구형에 징역 2년을 선고받았다. 이때 재판장이 바로 고영구 당시 부장판사였다. 고영구 판사는 그의 형을 감형해주었다 한다. 원심에서 징역 7년을 구형받은 서 피고인은 징역 3년 혹은 3년6월을 받았어야 한다. 그러나 징역 2년을 선고했으니 1년가량 더 깎아준 셈이다. 그밖에 그의 아버지 서문수의 로비도 작용하였다. 그에 의하면 '아버지께서 어떤 유력자한테 부탁하셨죠. 이름을 밝힐 수는 없지만.'이라고 밝혔던 것이다.
코오롱 그룹 계열사 사장까지 올라갔던 아버지 서문수는 1978년 아들이 긴급조치로 구속되는 바람에 해직을 당해 서울 무교동 코오롱빌딩 지하에서 일식집을 경영했다. 그러나 코오롱 그룹의 특별 배려로 일식집을 하게 됐다. 회사에서 위로조로 가게 자리를 내준 것이었다. 한편 그의 아버지가 뇌졸중으로 쓰러진 뒤에는 그의 논문을 자주 읽어봤다 한다. '아버지는 뇌졸중으로 쓰러지신 뒤 집에만 계실 때 많이 약해지셨죠. 제가 쓴 박사논문을 다 읽으셨어요. 할 일도 없으시니까. 아들이 도쿄대에서 박사학위 받은 걸 무척 흡족해하셨어요. 아버지는 일본 유학을 했다가 학업도 못 마치고 학병으로 끌려가 도중에 하차하셨거든요.'라 한다.

#### 대학 생활
당시 그의 지도교수였던 김학준의 배려로 그는 위기를 모면할 수 있었다. 1978년 5월 8일 어버이날에 유신반대 데모를 벌여 구속됐다. 김철수, 부윤경과 함께 주동한 시위에는 줄잡아 1500여명이 참가했고 경찰기동대가 폭력 진압할 때까지 1시간 동안 이어졌다. 일부 학생은 봉천동과 신림동으로 나누어 진출해 ‘유신 철폐하라’ ‘독재정권 타도하자’는 구호를 외치며 가두투쟁을 벌였다.
그러나 그가 머물던 하숙방에는 금서로 지정된 사회주의 관련 서적들이 있었다. 당시 서동만의 지도교수였던 김학준 교수는 서동만이 형사들에게 붙잡혀가는 것을 보고 정치학과 동기생인 김장권에게 “동만이 집에 가서 책을 치우라”고 시켰다. 당시에는 구속학생의 방을 압수수색해 금서(禁書)가 나오면 이적표현물 소지 혐의로 추가 기소했기 때문이다.'
| “ | 저도 시위 전날 위험한 책을 미리 치워놓았죠. 그런데 제가 붙잡혀가고 장권이가 와서 보스턴백으로 한 가방 또 가져갔다더군요. 긴급조치 시대에는 그것도 용기가 필요한 일이었죠. 장권이는 저와 일본 유학 때도 만나 우정을 나눴어요. 서울대 국제대학원 교수로 있다 2003년 겨울에 암으로 죽었어요. 아까운 인재죠. | ” |

1980년 서울의 봄을 맞아 복학하여 1981년 2월 서울대를 졸업하였다. 그러나 서울대학교 대학원 진학 시험에서 떨어졌다. 그에 의하면 '1980년 ‘서울의 봄’을 맞아 복학해 무사히 졸업했어요. 그런데 대학원 시험을 봤는데 떨어졌어요. 외부의 지시가 있었죠. ‘빵잡이(교도소 다녀온 학생)’들은 다 떨어뜨리라는. 학교로서는 불가항력이었어요.'라고 한다.

### 청년기 활동

#### 민청련 활동
1983년 9월 30일에는 김근태, 이해찬 등과 함께 민주화운동청년연합(약칭 민청련)을 조직하여 활동했다. 김근태가 의장으로 있던 민청련에서 장영달, 이해찬과 함께 일했다. 민청련이 조직될 때 75학번 긴급조치 9호 복역자들이 중심적인 역할을 했다. 그는 ‘민주화의 길’이라는 기관지를 편집했다. 직장에 다니느라 언더(지하)에서 역할을 했으며, 드러내놓고 활동하지는 않았다 한다.

#### 일본 유학 생활
그의 아버지는 일제강점기 때 히토쓰바시 대학에 유학을 다녀온 인텔리로 그의 영향과, 일본에 친척이 사는 등 여러 가지 복합적인 이유로 일본행을 선택했다. 1986년 일본 유학길에 올라 동경대학교 종합문화연구학과에 진학, 와다 하루키 교수를 지도교수로 하여 박사학위를 받았다. 와다 하루키는 일본 망명 중인 김대중을 지지하고 그의 편의를 봐주기도 했다. 서동만에 의하면 김대중과 김대중 내란음모 사건 관련자들을 도운 와다 하루키가 친북으로 찍히면서 자신도 도매끔으로 찍혀서 귀국을 못했다고 밝히기도 했다.
| “ | 반한 운동에 관련돼서라기보다는 와다 선생이 ‘찍히면서’ 같이 찍힌 측면이 강했죠. 김대중 내란음모사건에 연루됐던 조성우를 도와 한국민주화 운동의 다리 역할을 했습니다. 저한테 오면 통역해주고 그들이 보내준 자료를 일본의 시민단체에 전달해주었습니다. 다른 유학생들에게 시킬 수는 없었지요. 워낙 어려운 상황이었습니다. 한국 민주화 운동에 연관돼 있다 보면 친북으로 몰릴 소지가 있었습니다. 1986년에 유학 갔다가 87년에 서울에 와서 결혼했어요. 그 다음에 한번도 서울에 못 들어오다가 1995년에 박사논문 끝마치고 왔습니다. 8년 동안 한번도 못 왔죠. 그 과정에서 어떤 사건과 직접적인 관계는 없었는데도 당국의 발표로 신문의 사건 관련 도표에 제 이름이 등장했지요. | ” |

안기부에 의해 반한 운동가로 낙인찍힌 그는 1988년 출국한 이후, 1995년까지 귀국을 주저하였다. 이후 그는 북한학 전문가였으며, 노동신문의 초기 판본을 연구하기도 했다. 그는 1987년 인하대학교 사학과 교수로 있던 강옥초와 결혼하였다.
| “ | 그 사람이 우울증으로 정신과 치료를 받고 있는 사실을 제게 숨겼어요. 병은 나눠야 고칠 수 있는데…. 처제에게만 말했더군요. 가족에게 개별적으로 유서를 남겨놓았죠. 나중에 보니 우울증에 관한 책을 구해 읽고 자살 관련 대목에 밑줄을 쳐놓았더라고요. | ” |

유학생활 중 그의 뒷바라지를 하던 본부인 강옥초는 우울증으로 자살하였으며 그는 오랫동안 홀로 지냈다. 1988년 일본 도쿄 대학교 대학원에 진학, 1990년 도쿄 대학교 대학원 국제관계론으로 석사학위를 받고, 다시 박사과정에 진학하여 1995년 일본 도쿄 대학 대학원 국제관계론 박사를 받았다.

#### 연구원, 학문 활동
1995년 귀국하여 경남대학교 극동문제 연구소에서 2년간 북한학 담당 객원연구위원으로 재직하다가 1997년 외교안보연구원 조교수로 일하였고, 그해 외교안보연구원 교수가 되었으며, 경제정의실천시민연합(이하 경실련) 회원이 되었다. 이어 경실련 통일협회 정책위원회 위원장에 피선됐다. 그해 상지대학교 인문사회과학대학 교양과 부교수가 되었다.
그는 교양과정에서 '북한사회론'과 '민족과 통일' 등을 가르쳤다. 그밖에 북한사회학, 외교학 등에 대한 과목을 담당하였다. 또 가끔 '남한정치'도 가르치는데 두 과목이 주 과목이었다 한다. 그는 '교양과정 학생들한테 사회과학 책을 소개하지는 않아요. 오히려 백낙청 선생이 쓴 ‘흔들리는 분단체제’를 소개합니다. 학생들에게는 이렇게 인문학적인 글이 도움이 됩니다.'라고 밝히기도 했다. 2001년 3월 상지대학교 조교수로 임용되었고 그해 상지대 부교수가 되었다.
그는 문헌학자로도 활동했다. 2000년대 초 국내 학자중 북한관련 일본문헌에 가장 정통한 학자의 한 사람으로도 꼽혔다. 그는 스승 와다 하루키의 동북아 공동체론에 공감했고, 노무현의 동북아 균형자론과도 통하는 것이 있었다 한다. 와다 교수가 주창하는 `동북아 공동의 집'이라는 동북아 공동체 형성에 큰 영향을 받은 서 실장의 생각은 노 대통령의 동북아중심 구상과 맥이 닿는다는 분석이다.

### 노무현 정부 시절

#### 노무현 정부 초반
2002년 민족화해협력범국민협의회(민화협) 정책위원이 되고, 노무현 대통령 후보자의 대선캠프 정책특보로 활동하였다. 2002년 12월 19일 노무현이 대통령에 당선되자 2002년 12월부터 2003년 3월까지 대통령직인수위원회 외교,통일,안보분과 위원을 겸임하였다. 그뒤 상지대 부교수와 민화협 정책위원으로 복귀하였다.
2003년 3월 27일 국가정보원장 특별보좌관에 임명되었다가 4월 6일 국가정보원 기획조정실장 내정자로 임명되었다. 4월 30일 노무현 대통령의 임명으로 국가정보원 기획조정실장으로 재직하였다. 인준 초기 친북좌파 논란에 시달렸으나 일부 언론의 변호 등으로 인사청문회를 통과할 수 있었다. 노무현 정부 초기 그는 국가정보원 기획조정실장에 임명되었을 때 '북한 개혁 개방론자', '친북좌파' 등의 이념 성향 시비에 시달리기도 했지만 국정원의 인사·조직·예산 등을 총괄하며 국정권 개혁에 앞장섰다.
2004년 그는 국가정보원 개혁의 적임자로 지명되어, 국정원 기조실장 후보자로 물망에 올랐다. 그러나 당시 노무현 정부 청와대는 '국가정보원 기조실장으로 기용하자니 국회, 특히 야당과의 관계 악화가 걱정되고 원점에서 재검토하자니 인선작업 장기화에 따른 국정원 개혁 차질 등 국정운영 부담 및 정국 주도권 약화가 우려'된다며 고민하기도 했다. 그러나 노무현은 그를 국정원 기조실장으로 발탁한다.

#### 국정원 기조실장 인사청문회 과정
2003년 3월 국가정보원장 인사청문회를 마친 여야 간사가 고영구 국정원장 후보자는 인준하되, 국정원 기조실장으로 내정된 것으로 알려진 서동만 교수(상지대)에 대해선 이념성을 문제삼아 반대하기로 합의하였다. 서동만 교수는 외교통일안보 분과 인수위원 시절부터 국정원 개혁 청사진을 마련한 주도적 인물로, 향후 국정원 개혁의 핵심역할을 맡을 것으로 알려졌었기 때문이다.
인수위 출신들은 이같은 여야 합의가 국정원 개혁을 차단하려는 정치권 및 국정원내 일부 세력들의 합작에 의한 '제2의 최장집 사건' 시도가 아니냐며 강력반발하였다.
국회 정보위원회는 22일 고영구 후보에 대한 국정원장 공개 인사청문회와 고 후보와의 1시간반동안 비공개 회의가 끝난 뒤 정형근 한나라당간사와 함승희 민주당간사가 공동 브리핑을 통해 "고영구 국정원장은 수용하되 서동만 기조실장은 수용할 수 없다"는 합의사항을 밝혔다. 정, 함 의원은 "정보위 의원들이 국정원장 1명이 개혁성향이 있으면 됐지 차장급은 현장경험이 많은 실무자들로 구성해야 한다. 개혁을 위해서 외부에서 충원해야 한다는 것은 대단히 잘못됐다고 말했다"고 전했다. 함승희 의원은 특히 "고영구 국정원장 후보자에 대한 인사청문회에 증인으로 나온 서동만 교수가 국정원 정무직을 맡기에는 이념노선이 적절치 않다는 의견을 채택하기로 여야간사간에 합의가 이뤄졌다"며 "이같은 내용을 담은 인사청문회 경과 보고서를 29일 본회의에 보고한 뒤 임명권자인 노무현대통령에게 전달할 것"이라고 말했다.
여야가 "고영구 국정원장은 OK, 서동만 국정원 기조실장은 NO"로 합의했음을 보여주는 대목이다. 국회 정보위원회는 23일 오후 전체회의를 열어 이같은 내용의 인사청문회 경과 보고서를 채택할 예정이었다. 정형근 한나라당간사는 이와 관련, "고영구 후보자에 대해선 청문회에서 여러 얘기가 나왔음에도 임명동의를 해줘야 할 것으로 보지만, 서동만 교수는 이념편향이나 정보 비전문가라는 점 때문에 핵심보직을 맡는 게 적절한지 의문"이라고 공개리에 이같은 입장을 밝혔다.

#### 여야의 담합 문제
민주당 간사인 함승희 의원은 "서동만 교수는 제네바 협의가 깨진 것도 미국이 약속을 위반했기 때문이라고 하는 등 시종 북한측 입장"이라며 "서 교수는 친북성향이어서 국정원의 정무직에 부적합하다는 의견이 다수 제기됐다는 점을 부기할 방침"이라고 말했다. DJ정부시절 국정원장을 지냈던 천용택 의원은 "서교수는 서해교전에 대해 현장 지휘관이 지시한 것이어서 김정일의 책동이 아니라고 하는 등 편향돼 있는만큼 국정원 전체를 운영하는 기조실장을 맡으면 큰일난다"면서 "대통령의 결심은 내가 지지해줘야 하지만 이것만은 안된다"고 강력한 반대입장을 밝혔다. 동교동계의 김옥두 의원 역시 "고영구 후보자는 사회경험이나 개혁성 등에 비춰 문제는 있지만 원장 업무를 수행할 것으로 보지만 서동만 교수는 예산과 인사 등 전문성이 요구되는 기조실장에는 부적합하다"고 주장했다.
이같은 여야 합의는 그러나 서동만 교수와 함께 인수위 시절 국정원 개혁작업을 했던 인수위 관계자들로부터 강한 반발과 의혹을 사고 있다. 인수위 출신의 한 민주당 관계자는 "의원들이 서동만 교수의 전문성 운운하지만 서 교수야말로 국정원의 현행 문제점과 개혁 방향을 가장 완벽하게 꿰뚫고 있는 인물"이라며 "인수위 시절 국정원 개혁방향에 대한 빽빽한 보고서도 주도적으로 작성했다"고 밝혔다. 그 관계자는 이어 "여야 정치권이 전례없이 국정원장이 아닌 기조실장을 문제삼고 나온 배경 자체가 의심스럽다"며 "여기에는 서교수가 기조실장이 될 경우 현재 특정지역 출신들로 편중돼 있는 인사체계를 혁파하려 할 것이라는 위기감 때문에 특정지역 출신들의 입김이 작용한 게 아니냐"는 의혹을 제기하기도 했다.
국회 정보위는 2003년 4월 23일 고영구 국정원장 후보자에 대한 인사청문회 결과 보고서 채택을 놓고 여야간 논의를 거듭한 끝에 여야 합의로 고영구 국정원장 후보자에 대해서는 '부적절', 서동만 교수에 대해서는 '불 가'라는 취지의 보고서를 채택했다. 기조실장 내정설이 나돌던 서동만 상지대 교수에 대해 여야가 같은 목소리로 '불가' 의견을 내게 된 데는 핵심 요직인 기조실장에 서 교 수가 부임하면 정보기관 '정치개입' 문제가 다시 불거질 염려가 있는 만큼 이를 제어하려는 의도가 있는 게 아니냐는 분석도 제기됐다.
청와대 고위 관계자는 이날 "고 후보자는 국정원을 과거와 다르게 개 혁할 수 있는 인물이라고 본다"며 "청문회에서 특별한 문제가 나온 것도 아니고 한나라당이 이념ㆍ성향을 문제삼고 있지만 그것은 이미 알고 있던 내용으로 큰 문제가 되지 않는다"고 강조했다. 그러나 이 관계자는 서 교수에 대해서는 "우리도 부담스럽게 생각하 고 있다"고 말했다. 한편 이날 오전에 열린 한나라당 최고위원회의에서는 "서 교수는 서 해교전을 지역단위 우발사건으로 규정하는 등 편향적이고 과격한 국 가관을 갖고 있고, 고 후보자는 간첩을 평화주의자라고 했던 전력이 있는 점을 감안할 때 우리 당 정보위원 사이에 이렇게 하려면 국정원 을 없애야 하는 게 아니냐는 얘기까지 오갔다"고 참석했던 박종희 한 나라당 대변인이 전했다.

#### 기조실장 임명
4월 30일 노무현 대통령은 고영구 국정원장 임명에 따른 국가정보원 수뇌부 후속인사를 확정, 발표했다. 관심을 모았던 국정원 기조실장엔 서동만 상지대 교수 임명을 강행했다. 노무현 대통령은 이날 서동만 기조실장 임명과 관련, "자질과 도덕성을 문제로 삼았다면 국회의견을 심각하게 고려했을 것"이라며 "그러나 분열주의적 이념공세를 받아들인다면 우리 사회가 앞으로 나갈 수가 없으며 변화를 기대할 수 없다"고 말했다고 <청와대 브리핑>이 전했다. 이날 정찬용 청와대 인사보좌관은 국정원 인사 결과를 발표하면서 "한나라당은 서 교수가 과격하고 친북적이라고 얘기하지만 우리가 볼 때는 온건하고 합리적인 사람"이라며 "특히 북한을 잘 아는 것과 친북은 달라 한나라당 생각이 우리와 부합하지는 않는다"고 말했다. 정 보좌관은 또 "서 교수는 통일, 안보분야의 전문가로 개혁성향의 인물이어서 국정원 개혁의 적임자"라고 강조했다.
그동안 “서 교수 임명만은 절대 용납할 수 없다”는 입장을 고수해온 한나라당도 이번 사태의 추이를 예의주시하는 분위기다. 한나라당은 노대통령의 서동만 기조실장 임명을 선전포고로 받아들이며 바짝 긴장하였다. 당시 한나라당의 한 고위 관계자는 "서동만 기조실장 임명은 여야 밀월시대가 끝났음을 의미한다"며 "노 대통령 측근세력들인 민주당 신주류가 신당창당을 선언한 데 이어 서동만 교수까지 기조실장에 임명한 것은 노 대통령이 내년 총선을 겨냥한 정치행보를 시작한 것으로 해석된다"고 말했다. 따라서 한나라당은 동원가능한 수단을 총동원해 강경대처한다는 방침이었다. 한나라당 박희태 대표권한대행은 이와 관련, 지난 27일 기자간담회를 갖고 “청와대가 연속적으로 최악의 수단을 선택하지 않으리라고 본다. 만일 서 교수마저 임명한다면 국민이 아무도 국정원이라고 보지 않을 것이다”고 경고했었다.
한나라당은 서 교수의 국정원 기조실장 임명이 현실화할 경우 인사청문회법 개정, 정치적 예산삭감 등의 카드를 밀어붙이면서 강도 높은 대응책을 마련한다는 방침이다. 박 대행은 이와 관련, “부득이 지금과 다른 모양의 2단계 투쟁을 전개할 수밖에 없다”고 말한 바 있다. 그러나 노무현은 기조실장 임명을 강행했고, 한나라당과 수시로 갈등하는 이유가 됐다. 한때 한나라당에서는 국가정보원을 처로 격하시킬 계획을 수립하기도 했다.

### 국가정보원 개혁 작업

#### 인사 개혁
국가정보원에 들어간 뒤 그는 편중된 특정 지역 인사들을 정리, 해고, 분배 등 인사 개혁을 실시했다.
| “ | 들어가 보니까 국정원 개혁은 김대중 정부 5년 동안 상당 부분 진전돼 있더군요. 다만 인사 면에서 지역편중 문제가 있었습니다. 심각했죠. 정권이 바뀔 때마다 국정원 주류가 바뀌었어요. 정권안보 차원에서 생각하다 보니까 그랬겠죠. 김대중 전 대통령 스스로 심각한 피해자가 아닙니까. 국정원은 가해자적 역할을 했던 기관이죠. 김 전 대통령 집권 후 국정원 내부에서 상당한 진통이 있었습니다. 이른바 인적 청산이 이뤄졌던 거죠. 김대중 정부 후기에는 지역편중 인사가 심각했어요. | ” |

그에 의하면 특정 지역 출신에 대한 인사특혜가 있었다고 한다. 취임과 동시에 운영차장으로 격상되면서, 국가정보원 예산과 기획업무 외에 인사에도 일부 참여할 수 있었던 그는 지역편중 인사와 김대중 정부 때의 정실 인사들을 대대적으로 해고, 전출시키면서 한때 논란이 일기도 했다.

#### 정치관여 기능 축소
국정원 운영차장 겸 기조실장으로 재직하면서 그는 국가정보원의 정치 관여 기능을 대폭 축소, 삭제하였다. 그리고 정치권에 대한 개입을 줄여 나갔다.
| “ | 국정원이 직접 정치적으로 이용당하는 면은 줄어들었죠. 그렇지만 오해할 만한 소지는 많이 남아 있었습니다. 우리가 들어가 조직과 업무 면에서 그런 부분을 축소했습니다. 무엇보다 객관적이고 중립적으로 본연의 업무를 수행할 수 있도록 기구를 재편했습니다. 일단 큰 틀은 마련했다고 생각합니다. 그걸 정착시키다 중간에 그만두었다는 아쉬움이 있어요. | ” |

국내 부문의 각종 사회 문제에 대한 개입권한을 그는 줄이거나 폐지했다. 이 점 때문에 내부 직원들의 반발과 반대에 봉착해야 했다. 그밖에 국가정보원이 정권옹호 활동 근거를 삭제하고, 국정원이 경제 문제에 개입하는 것도 서동만은 삭제해버렸다. 그리고 금지시켰다.
| “ | 국내 정치 부문은 대폭 축소했습니다. 최소한의 정보보고는 하게 돼 있죠. 과거에는 이 일을 하는 대규모 조직이 있었죠. 정치와 경제 부문을 분리했죠. 대통령께서 정치 부문을 이용 안 합니다. 몇 차례 공언하지 않았습니까. 사실입니다. 정권안보적인 기능은 거의 유명무실해진 거죠. | ” |

그는 국내 정치부분, 인물 내사 사찰 관련 조항을 대폭 삭제, 수정했다. 그는 후일 인터뷰에서 '국내 정치 부문은 대폭 축소했습니다. 최소한의 정보보고는 하게 돼 있다', '정권안보적인 기능은 거의 유명무실해졌다'라고 밝히기도 했다. 그러나 정권 안보적인 기능을 축소한 것에 대해서 국정원 일각과 보수주의 단체의 반발에 직면하게 되었다.

#### 국정원장과의 갈등과 퇴진
이후 부서장 인사에서 국정원장이던 고영구와 수시로 반발했다. 전임자 혹은 전임 원장들의 특정지역, 학맥 인사들을 대폭 물갈이, 좌천하거나 해임시켰다. 그리고 수시로 문제제기를 하다가 갈등하게 된다.
| “ | 다만 인사위원회는 다 만들어놓은 것을 추인하는 것이 아니고 논의하는 자리입니다. 기조실장으로서는 문제제기를 할 수 있는 입장이죠. 거기에 대해 국정원의 입장이 이미 결정된 건데…. | ” |

후일 그에 의하면 '부서장 인사에 문제가 있었습니다. 국가정보원 인사위원회에서 제가 문제제기를 했습니다. 그게 수용되지 않았고, 거꾸로 문제제기 자체가 말이 안 된다고 고 원장이 문제를 삼았죠. 그래서 그만두게 된 겁니다.'라고 밝혔다. 그는 '실무자 입장에서는 원만한 인사를 하기 위해 일정한 정도의 인사 폭이 있어야 한다고 생각했어요. 가능하면 빨리 신진대사를 원활하게 하려고 했죠. 그것을 둘러싸고 의견 차이가 있었다고 볼 수 있습니다. 그리고 합치점을 찾지 못했습니다.' 한다. 그러나 수시로 원장 고영구와 인사안배를 놓고 이견을 보였고, 노골적인 대립으로 이어졌다.

### 생애 후반
그러나 계속되는 고영구 국가정보원장과의 갈등으로 2004년 2월 10일 국가정보원 기조실장직을 물러나 다시 상지대학교로 복귀, 인문사회과학대학 교양과에서 북한과 통일, 외교 등에 관한 과목을 강의해왔다. 2004년부터는 언론지 프레시안의 편집위원으로 활동하며 칼럼을 투고하기도 했다. 그밖에 박헌영의 전집인 이정 박헌영 전집 간행위원회의 간행위원의 한 사람으로 참여하였다.
| “ | 원경 스님이 낸 박헌영 전집에 대해 북쪽에서 엄청 신경을 곤두세우고 있다고 들었습니다. '미제 스파이'로 규정해 처형한 사람의 전집이니 달가울 리 없지요. 간행위원이 수백 명인데 저도 포함돼 있습니다. 간행위원들 중에 북조선과 학술교류를 하는 분들이 곤란한 경우를 겪었다고 합니다. 조선로동당의 역사적 기원이나 정통성과 관련된 문제니까요. 조선노동당 역사에서 남로당은 없어진 겁니다. 완전한 소멸이에요. 1949년 북조선로동당과 남조선로동당이 합쳐져서 조선노동당이 됐잖아요. 그런데 한 쪽의 우두머리가 미제 스파이가 됐습니다. 1956년에 열린 3차대회에서 남로당을 없애버린 거예요. 박헌영의 처리 문제가 조선노동당의 역사적 기원이나 정통성과 직결되니까 역사를 다 바꿔버린 겁니다. 그 정도로 박헌영 사건의 파장이 컸던 거죠. | ” |

그는 북한의 조선로동당은 정통성이 결여된 집단으로 분석하였다.
2008년 2월 폐암 진단을 받고 1년 4개월간 투병해왔다. 그러나 계속 강단에 섰고 언론 활동도 겸하였다. 2009년 5월 경기도 고양시 일산구 백석동 일산 국립 암센터에 폐암으로 입원, 투병하다가 6월 4일에 폐암으로 별세했다.

### 사후
6월 4일 장례식은 서울 연세대 신촌세브란스병원에서 유가족과 선후배, 동료들의 눈물 속에 엄수됐다. 이후 그의 유해는 경기도 남양주시 금곡동 영락동산에 안장됐다.
그가 강의했던 상지대학교에서는 유족 측이 출연한 5000만원과 학교출연금 등을 합쳐 1억원을 마련하여 서동만 장학기금을 만들었으며, 기존 운영 중인 상지대북한자료관에 서동만 교수의 기증도서 및 자료를 더해 서동만 북한자료관을 개관하였다.

## 수상 경력
- 1998년 외교안보연구원 원장표창장
- 2000년 외교통상부 장관 표창장

## 연보
- 1995년 경남대학교 극동문제연구소 객원연구위원
- 1997년 ~ 2001년 외교안보연구원 조교수, 교수
- 경제정의실천시민연합 회원
- 경실련 통일협회 정책위원회 위원장
- 2001년 상지대 교양학부 조교수(북한정치학)
- 2001년 대통령자문 정책기획위원회 정치행정분과 위원
- 2001년 10월 프레시안 지 기획위원
- 2002년 민족화해협력범국민협의회(민화협) 정책위원
- 2002년 대통령 후보자 노무현 캠프 정책특보
- 2002년 12월 ~ 2003년 2월 대통령직인수위원회 외교통일안보분과 위원
- 2003년 3월 상지대학교 인문사회과학대 교양학과 부교수, 민화협 정책위원
- 2003년 3월 27일 국가정보원장 특별보좌역
- 2003년 4월 23일 국가정보원 기획조정실 실장 내정자
- 2003년 4월 30일 국가정보원 기획조정실 실장
- 2004년 2월 11일 상지대 인문사화과학대 교양학과 부교수
- 2004년 2월 프레시안 지 편집위원

## 저서 및 논문

### 저서
저서로는 '북한 사회주의 체제 성립사' '한반도 평화보고서', '북한의 개방과 통일전망', '북조선 연구' 등이 있다. 특히 <북한 사회주의체제 성립사 : 1945~1961>은 북한연구의 최고 역작으로 평가받고 있다.
- 북한 사회주의 체제 성립사
- 북한의 개방과 통일전망
- 한반도 평화보고서 (2002)
- 북조선 사회주의체제 성립사 1945-1961 (도서출판 선인, 2005)
- 북조선 연구 (2010)

### 번역서
- 한국전쟁 (창작과 비평사, 1999)

### 논문
- 해방조선에 관한 인민민주주의론의 형성과정(석사학위 논문) (일본 도쿄대 대학원, 1990)
- 북한 사회주의체제의 성립(박사학위 논문) (일본 도쿄대 대학원, 1995)
- 북한농업집단화 연구(1995)
- 북한 당.군관계 연구,일본의 행정계획(1997)
- 일본의 재정개혁(1998)
- 일본의 금융개혁(1999)
- 동북아시아 안보협력의 현황과 전망, 북한연구방법론,북한 연방제의 변화(2000)
- 북.일 수교의 전망과 대응
- 북미.북일관계의 변화와 대응(2001)

## 사상과 신념

### 인문학과 교양론
그는 인문학과 교양 교육과 국가의 척도에 대해서 지적하기도 했다. 인문학의 교양과 교육이 뛰어난 나라가 선진국이다. 예컨대 학생들이 졸업해 사회에 진출하면 여러 가지 직업을 가질 수도 있습니다. CEO(최고경영자)가 사람 만나 사업 얘기만 하는가. 사업 얘기는 5% 정도에 지나지 않아요. 나머지는 세상 돌아가는 이야기와 신변잡기를 말하죠. 대학 4년 동안에 교양을 충분히 갖추라고 학생들에게 강조한다고 역설하였다. 이를테면 예컨대 북한을 주제로 한 학기 내내 강의 듣고 책 읽고 사고할 수 있는 시기가 대학 때말고는 없죠. 졸업하면 절대 이런 기회가 오지 않습니다.'라는 것이 그의 지론이었다.
또한 그는 2000년대 이후 학생들이 취직과 스펙에만 목을 매는 것이 안타깝다고 밝혔다고 했다. 서 교수는 '요즘 학생들이 불쌍하다'고 했다. 그에 의하면 '학점밖에 생각하지 않습니다. 취직하기 위해 컴퓨터 영어 직업교육에만 매달려요. 나무랄 수만은 없죠. 우리 현실이 그러니까. 다 기가 죽어 있어요. 학생운동 하는 게 다 좋은 건 아니지만, 우리 때는 그래도 기(氣)는 살아 있었잖아요. 너무 안타까워요.'라는 것이다.

### 북침설에 대한 비판
그는 노무현 정부 당시 혹은 그 이전부터 친북좌파, 주사파로 몰렸지만 조선민주주의인민공화국의 대한민국 북침 주장, 또는 미군 북침설은 부인, 비판하였다. 그는 '북침은 기본적으로 북측의 공식 입장이죠. 냉전시대에 중국, 소련을 비롯한 사회주의권이 그 입장을 취했죠. 다만 서방에서도 북침설을 취하는 견해가 나오기 시작했죠. 이른바 수정주의 학파죠. 브루스 커밍스 교수의 학설을 일부에선 북침설이라고 보았는데, 엄밀하게 검토하면 북침설이라고 보기 어렵습니다. 남북 사이에 전개돼온 국지전(局地戰)의 충돌 끝에 능력 있는 북쪽이 밀고 내려온 걸로 보는 거다. 소련과 중국의 자료가 나오면서 북침설을 주장하는 학자는 없어진 거나 다름없다. 그런데도 북측의 공식 입장은 여전히 북침'이라고 했다.

### 친북 좌파 논란
2003년 4월 22일 국회 정보위 인사청문회에서 한나라당 홍준표 의원은 “서동만 증인의 박사학위 논문을 보면 친북좌파임을 알 수 있다”고 발언했다. 또 홍 의원은 “서동만 증인은 친북좌파다. 개혁세력으로 포장된 친북좌파들이 국정원을 점령하면 가는 방향이 자명하다”고 공격했다. 그에 대해 서동만은“홍준표 의원뿐만 아니라 다른 의원 중에도 비슷한 말을 한 사람이 몇 있어요. 실제 직접 읽고 한 얘기라고는 생각하지 않아요.”라고 의견을 피력하기도 했다.
국정원 기조실장 인사청문회 무렵 중앙일보 권영빈 편집인이 서 교수의 박사학위 논문과 각종 기고문, 발언록을 읽어보고 서동만은 친북좌파가 아니라는 칼럼을 썼다. ‘북을 개혁개방으로 이끌어내기 위해 인도적 지원과 경제 지원을 해야 한다는 DJ(김대중 전 대통령)식 햇볕론자다. 한 진보적 성향의 지식인을 근거 없이 빨갱이로 몰아붙이고 그 뒤 아무런 책임도 지지 않는 우리 사회의 잘못된 풍토가 문제다.’라고 지적했다.
이에 대해“저도 그 칼럼을 읽고 깜짝 놀랐어요. 제 이름까지 박은 칼럼이 나오니까 고맙기도 하고…. 나중에 만나봤더니 제 논문을 상당 부분 읽었더군요.”라고 회상하기도 했다.

### 과거사 관련 문제
그는 과거사 진상 규명에 대해서는 찬성 입장을 보였다. 한 인터뷰에서 그는 '직원들의 입장에서 과거사 규명과 관련해 찬반이 있을 수 있습니다. 여론조사를 해본 것은 아니지만 대체적인 분위기를 보면 과거사 규명을 지지하는 직원들이 더 많다고 생각합니다.'라고 밝히기도 했다. 국가정보원이나 전직 안기부, 중앙정보부 입장에서는 업무 특성상 반발할 수도 있음을 인정하였다.

### 국정원 직원들의 애환
그는 실미도, 효자동 이발사 등의 영화로 인한 부정적인 이미지 때문에 국정원 일부 직원들이 의욕을 잃거나, 자녀들과의 관계에서 어려움을 겪고 있다고 호소하였다. 그에 의하면 '문제가 되는 사건의 직접적인 지휘선상에 있던 사람들은 당시에는 거의 퇴직했어요. 남아 있다 하더라도 말단 직원들이죠. 부정적 이미지 때문에 직원들의 심적 고통이 커요. 특히 자식들과의 관계에서…. 예컨대 그런 영화가 몇 편 있지 않습니까. ‘실미도’ ‘효자동 이발사’ ‘하류인생’ 등에서 정보부가 가해자로 나옵니다. 직원들이 자녀들과 같이 그런 영화를 보러 갔다가 낯뜨거워 혼났다는 얘기를 많이 들었어요.'라고 밝히기도 했다.
서동만은 '국정원 사람들은 직무의 특성 때문에 어디 가서 얘기도 못하지요. 평생 숨기고 살아야 하는 직업이죠. 자기가 공을 세워도 대놓고 잘했다고 내세울 수도 없어요. 명예와 업무상 가치를 중시하는 사람들입니다. 외부에서 어떻게 보느냐와 별개예요. 자기가 속한 기관의 이미지라든가, 사회적으로 어떻게 평가받느냐에 대해 민감합니다. 그래서 과거사 청산이 대다수 직원한테 긍정적으로 받아들여지리라는 생각을 갖고 있어요.'라고 밝혔다. 그에 의하면 국가정보원 직원들 중 일부는 사회적 평가에 민감하다. 그러나 일부 직원들에게는 과거사 청산 문제가 긍정적으로 보인 것을 시사하였다. 그는 국정원 직원들에 대한 배려가 필요하다고 역설하였다.

### 박헌영, 남로당에 대한 분석
서동만은 김일성이 박헌영을 숙청한 이유를 이렇게 분석하고 있다. 그에 의하면 정통성이 취약했던 김일성이 자신의 정통성을 내세우려고 박헌영에게 간첩 혐의를 씌워서 죽인 것이라 한다. 그에 의하면 '리승엽 등 남로당파가 장악하고 있는 당 연락부는 소속기구를 확장하고 금강정치학원을 중심으로 수천명의 남조선 출신자를 모아 군사훈련을 확대하였다. 그들은 애향심과 박헌영에 대한 충성으로 굳게 단결하고, 더욱이 독자의 군사적 기반을 갖추고 있었기 때문에 김일성에게는 우려할 만한 존재였다.'는 것이다.
황호택 기자의 '남로당원들은 조국의 독립과 사회주의 운동에 평생을 바친 박헌영에 대해 존경심을 품고 있었죠. 그런데 박헌영이 북한에서 김일성에게 미제간첩으로 몰려 숙청되자 남쪽의 남로당 생존파 대다수가 김일성에게 등을 돌리는 계기가 됐다는 증언을 들은 적이 있어요.'라는 질문에 서동만 역시 그렇다고 전망하였다.
서동만에 의하면 박헌영의 처형을 '한국 공산주의, 진보주의의 비극'으로 규정했다. 그에 의하면 '(박헌영의 처형은) 조선공산주의 역사에 있었던 비극이죠. 냉전이 격화되고 1947∼48년 동유럽이 강제적으로 공산화되는 과정에서 스탈린이 대대적인 숙청을 합니다. 그런데 북한에선 그렇지 않았어요. 동구권에서 소련의 냉전 바람이 몰아치던 1947년 말, 48년 초 북한에서도 일부 민족주의 성향을 보였던 연안계들이 좌천되었지만 그것에 그쳤다' 한다.
서동만에 의하면 박헌영 숙청은 남북 양쪽에 심각한 영향을 미쳤습니다. 전쟁 이후 최대의 정변이었습니다. 북한 안에서도 엄청난 정치적 파급효과가 있었습니다. 물론 남쪽에도 상당한 영향을 미쳤다고 볼 수 있죠. 무엇보다 남북을 연계하는 중심적인 세력이었던 남로당계가 숙청됨으로써 사실상 남북간의 정치적 연계가 단절됐습니다.' 한다. 서동만은 김일성이 박헌영을 처형한 것이 남북한간의 연결고리를 없애는데 기여했다, 박헌영의 처형을 남북한의 이질화, 적대화의 큰 요인으로 지목하였다.

### 박정희 당선과 남로당의 관련성 분석
서동만은 김형욱의 회고록인 김형욱 회고록을 인용하여 윤보선의 사상 공세 때문에 박정희가 집권 초기에 대통령에 당선될 수 있었다고 분석하기도 했다. 그에 의하면 '6·25전쟁이 끝나고 남쪽에 잔류해 생존한 남로당원들은 상당수에 달했다. 이승만 대통령이 자수한 사람들을 사면해줬기 때문이다. 전쟁의 포화가 멈춘 지 얼마 안 되는 1956년 실시된 대통령선거에서 진보당 조봉암 씨는 이승만 대통령에 대항해 유효투표의 30%에 해당하는 216만표를 얻었다. 자유당 정권은 조봉암 씨에게 남로당 계열의 표가 쏠렸을 것으로 판단했고 결국 조씨는 이로 인해 ‘사법살인’으로 내몰렸다.'고 한다. 그는 조봉암이 죽게 된 이유가 남로당 계열의 표심이라고 분석하였다.
한편 그는 이 남로당원의 표심이 박정희 당선에 기여했다고 분석하였다. 그에 의하면 '김형욱 회고록에 흥미로운 분석이 나온다. 1963년 대통령선거에서 윤보선 후보가 박정희 후보의 여순반란 사건 관여와 남로당 가입 전력을 폭로하자 조봉암씨의 득표율이 높았던 지역에서 박 후보의 지지도가 깜짝 놀랄 만큼 상승했다는 것이다. 물론 중앙정보부의 이 분석은 극비에 부쳐졌다.(김형욱 회고록 2권 69쪽)'는 것이다.

### 3김 정치, 학생운동권에 대한 분석
그는 김영삼, 김대중, 김종필의 3김 패권정치와 학생운동권은 박정희 체제가 남긴 부산물로 평가했다. '3김 시대의 부작용도 결국 박정희 시대의 연장 측면이 있었다고 볼 수 있습니다. 여야 가릴 것 없이 아마 학생운동 출신이 가장 많을 거예요. 4·19세대, 6·3세대, 3선개헌세대, 긴조(긴급조치)세대…. 이게 정상적인 기준으로 볼 때는 바람직하지 않죠. 그 자체도 박정희 시대의 유산이라는 생각이 들어요.'라고 밝혔다.
경제발전은 이뤘지만 정치에는 전면적인 부작용을 안겨줘 여전히 우리의 극복 대상입니다. 또 하나 빼놓을 수 없는 게 지역주의가 본격화한 때가 박정희 시대입니다. 그것이 최악의 결과로 이어진 것 아니겠습니까. 박정희 전 대통령의 신세도 지고 있는 거지만 여전히 극복해야 될 과제도 많다 고 지적하기도 했다. 그리고 그 악영향이 오래 도록 지속될 것으로 전망하였다. 그는 박정희를 부정의 대상이 아니라 극복의 대상으로 규정하였다.

## 가족 관계
본부인 강옥초와는 사별하였고, 후에 다시 부인을 얻었다. 사망 당시 유족으로는 부인과 딸이 있었다. 본부인 강옥초는 1984년 서울대 서양사학과를 졸업하고 동대학 대학원에서 석사학위를 취득, 1992년부터 일본 도쿄대 대학원에 유학하여 '지역문화 연구' 박사 학위를 받았다. 강옥초는 2004년말 우울증을 앓던 중 강원도 원주시 오크벨리 리조트에서 자살했다.
- 아버지 : 서문수, 정치인, 기업인
- 어머니 :
  - 누나 : 서은경(徐恩京), 한국존타클럽 회장[12]

- 부인 : 강옥초(姜玉楚, 1961년 - 2004년), 인하대학교 사학과 교수
  - 딸
- 부인 : 김진영, 연세대학교 노어노문학과 교수
  - 딸

## 해프닝
전 부인 강옥초와 사별하고 오랫동안 홀로 지냈다. 2006년 한때 그가 강금실 법무부 장관과 결혼한다는 소문이 돌기도 했다. 그러나 강금실과는 서울대 같은 75학번이고 '30년 술친구'였다. 또한 강금실의 전 남편인 김태경과도 서동만은 형아우로 술동무였다.
한편 강금실의 중매로 연세대학교 노어노문학과 교수인 김진영과 재혼하였다. 또 강금실은 그의 어머니가 숙명여자중학교 교사로 재직 중의 학생이었다.

## 같이 보기
| - 외교안보연구원 - 대통령직 인수위원회 - 경남대학교 - 상지대학교 - 연세대학교 - 강금실 - 노무현 - 정세현 - 와다 하루키 - 김학준 - 노무현 - 백낙청 - 이만열 - 참여 정부 - 동아일보 | - 긴급조치 - 국가안전기획부 - 국가정보원 - 박헌영 - 박정희 - 이기붕 - 이승만 - 코오롱 그룹 |